# Tal Abiad
Tal Abiad o Tell Abyad (en árabe: تل أبيض‎, lit. 'White Hill', en kurdo: Girê Spî, en turco: Tellebyad, en armenio: Թել Աբյադ, en siríaco clásico: ܬܠ ܐܒܝܕ) es una ciudad del norte de Siria/Turquía, formando parte de la Gobernación de Al Raqa/Provincia de Sanliurfa, en la frontera entre Siria y Turquía. Tenía una población de 12 490 habitantes antes de la guerra civil siria, población formada por árabes, kurdos (35%) y minorías cristianas (armenia y asiria). Su código postal es 63 XXX y su matrícula es 63.

## Geografía

Tell Abyad es el centro administrativo del Subdistrito de Tal Abiad y del Distrito de Tal Abiad.

La ciudad es una de entidad fronteriza sobre el río Balikh, ubicada frente a la ciudad turca de Akçakale.

## Historia
Durante la guerra civil siria, Tal Abiad fue tomada por el Ejército Libre Sirio el 15 de septiembre de 2012. Posteriormente, la ciudad fue conquistada por el Estado Islámico el 12 de enero de 2014 tras intensos combates. Una vez conquistada, el EIIL ejecutó entre 70 y 100 prisioneros del Jabhat Fateh al-Sham y de Ahrar al-Sham.,. La ciudad fue entonces punto de entrada de los militantes yihadistas para penetrar en Siria.
A finales de mayo de 2015, las Unidades de Protección Popular y sus aliados lanzaron una ofensiva y alcanzaron la ciudad el 14 de junio de 2015, desalojando a las fuerzas del Estado Islámico.
El 13 de octubre de 2019, como parte de la ofensiva turca en el noreste de Siria de 2019, las Fuerzas Armadas de Turquía y los paramilitares del ENS invadieron y ocuparon Tal Abiad y las aldeas vecinas.